# 네팔 APF 클럽
네팔 APF 클럽은 네팔의 축구단이다. 현재 마티어스 메모리얼 A 디비전 리그에 참가하고 있다.